# Gastronomía del estado Monagas
La gastronomía del estado Monagas de Venezuela es diversa dentro de la gastronomía de Venezuela por la diferencia de materiales en la preparación de los platos típicos, incluyendo ingredientes como tubérculos, principalmente la yuca (Manihot esculenta) y vegetales cultivados en la tierra resaltando el maíz, animales y peces de río. 
Según José Rafael Lovera en el Capitulo 70 denominado Geografía cultural regional alimentaria de Venezuela, el estado Monagas pertenece a dos regiones alimentaria de Venezuela, la región de los Llanos y la región Oriental, siendo esta definida por el área norte del estado, que incluyen localidades como Caripe, San Antonio de Capayacuar y Caripito, esta última con influencias de Trinidad y Tobago.
La región de los llanos se caracteriza por la carne de res, el pescado de río, algunos animales de cacería y la arepa de maíz.
El estado Monagas aun preservar algunos etnia indígenas como los waraos y kariñas, con sus costumbres y formas de alimentarse.
Maturín alberga una amplia comunidad extranjera descendientes de China, el Líbano y Siria, por ende, existen muchos restaurantes árabes y chinos, entre los platos más conocidos están el arroz frito, las lumpias, Chopsuey, Shawarma, Falafel, entre otros.

## Historia
En el área de lo que hoy es el estado Monagas, al norte entre Aragua de Maturín y Caripe, área que se le llama la serranía del Turimiquire, vivía la etnia indígena de los Chaima, al este se localizaban los waraos, que solían sustentarse de la caza y la recolección.
En el siglo XVI se introduce el ganado al estado a través de Cumana.
A la ciudad de Maturín en los años 90, llegan franquicias internacionales de comida rápida como McDonald's y Wendy's. Posteriormente, Papa John's Pizza y Burger King. También desembarcaron franquicias nacionales como Arturo's y Churro Manía.

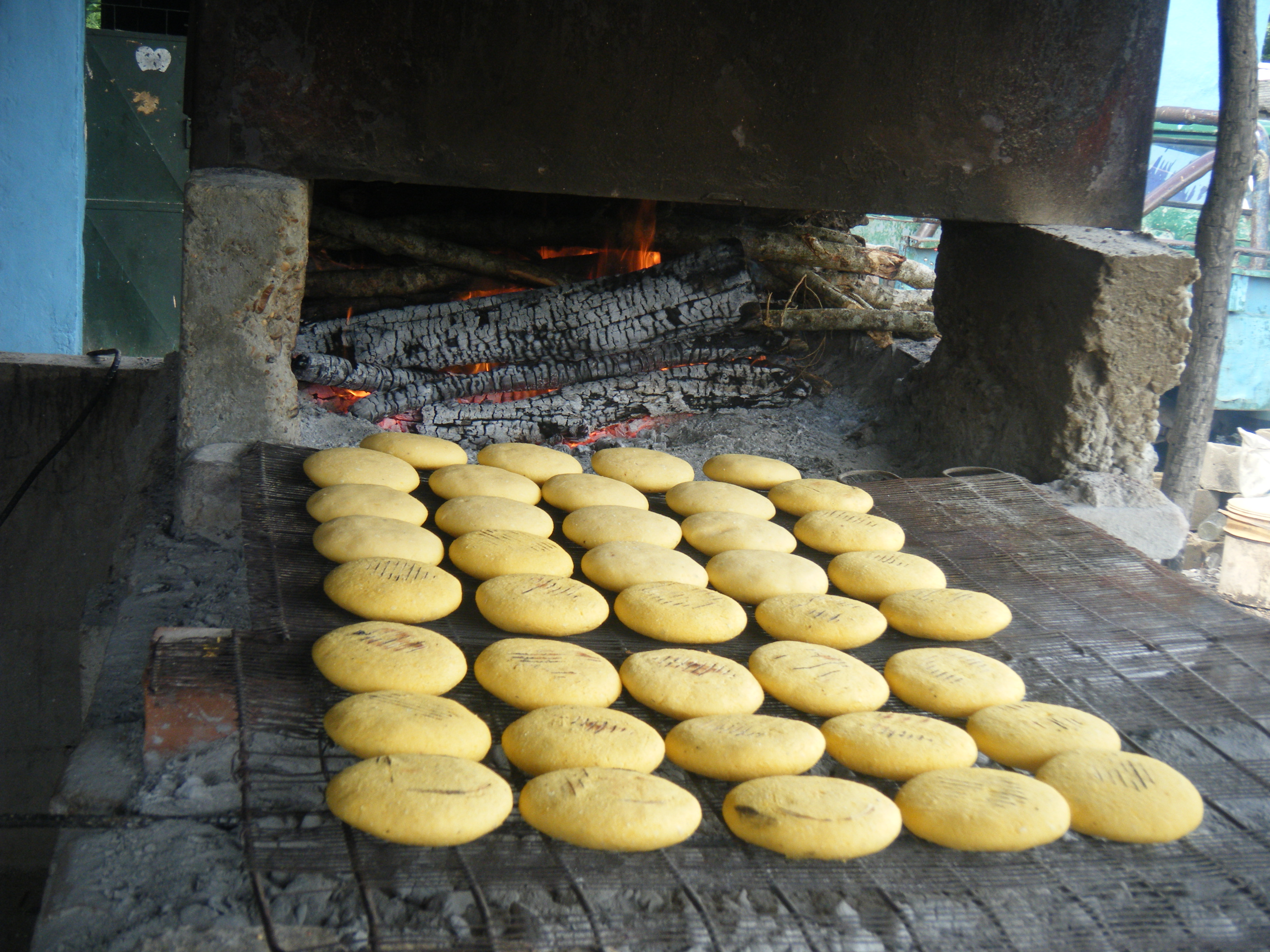
Arepas de Maíz en Aragua de Maturín, Monagas.

En 2023, se realizó un concurso denominado "El Mejor Cuajao de Maturín" en el Centro Comercial Parque Morichal, donde resultó ganadora la Josefa Cabrera.

## Comida monaguense

### Ingredientes
- Carne de Res.
- Carne de cochino.
- Iguana.
- Morrocoy
- Pollo y gallina.

Pescados
- Guaraguara (Pterygoplichthys multiradiatus)
- Busco (Hoplosternum littorale)
- Cachama (Colossoma macropomum)

Vegetales
- Maíz
- Yuca (Manihot esculenta)
- Plátano
- Ucumo chino (Colocasia esculenta)
- Ñame
- Papa
- Cebolla

Legumbres y granos
- Caraota
- Frijoles

Adicionalmente en Caripe se produce café. Se introducen los búfalos (bubalus arnee) al estado Monagas, no por su carne, sino por su leche y los derivados que se puede producir, estos se pueden ver al sur de Maturín.

### Platos
- Casabe: Acompaña la cabeza de ternera horneada al estilo de la sabana. Los más conocidos son los fabricados en Caripito y Costa Abajo.
- Sancocho de cangrejo de río.
- Sancocho de guaraguara: Sopa elaborada a base de guaraguara (un tipo de pescado de río, llamado también "corroncho"), verduras y ají dulce.

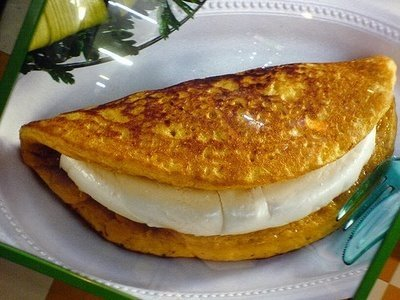
Cachapa.

- Cachapa.Sancocho de busco: Sopa elaborada con pescado de río, verduras y ají dulce.
- Cachapa, se elabora con maíz tierno.[1]Las más conocidas son las del pueblo de El Zamuro al noreste de Maturín vía hacia Quiriquire-Caripito.
  - Cachapa burrera: torta hecha a base de maíz tierno, azúcar y un punto de sal, a diferencia de las típicas se envuelven en hoja de plátano.
- Pescado salado (seco) acompañado de batata (chaco) o taro (ocumo chino).
- Torta de jojoto: es hecho a base de maíz.
- Mazamorra: postre hecho a base de maíz tierno.
- Bolas de plátano: acompañante en forma esférica hecho a base de plátano verde previamente hervido y machacado.

Los platos más tradicionales son las empanadas, la arepa raspada o pilada, el queso de mano, la cachapa, el mondongo, el pabellón criollo, el pescado salado (acompañado con batata u ocumo chino) y la jalea de guayaba son también platos típicos de Monagas.

### Dulces y postres
- Naiboa, postre de merienda que se hace con casabe, papelón, queso y anís. Se puede ver en el pueblo de La Toscana.[1]
- Helado de Moriche, variante conocida en la localidad de Aguasay. Se elabora a partir del fruto de la palma de Moriche.
- Melcocha, dulce a hecho con papelón que parece caramelo que se puede ver en el pueblo de Naguanagua.
- Torrejas, oblea hecha con harina de trigo, frita bañada en azúcar.
- Dulces de almíbar: se venden en la población de El Corozo.

### Quesos
Cuenta con una importante empresa de lácteos y quesos como Lácteos Bufalinda.

### Aderezos y salsas
- Ajiceros, son salsas picantes elaboradas con ajíes y suero de leche. Estos se pueden localizar entre Maturín y Temblador.
- El Kumachí, salsa de origen indígena a base de yuca.

## Bebidas
Entre las bebidas más autóctonas están:
- Guarapo de caña de azúcar. En Maturín en los años 90 se solían ver vendedores ambulante con tambores blancos en las principales arterias viales ofreciendo esta bebida.

- Carato de mango, bebida preparada a base de mango verde sancochado. Se le extrae la pulpa y se licúa con agua y azúcar.

- La chicha.

#### Bebida alcohólica
Desde San Antonio de Capayacuar, surgió la Cerveza Monagas, a base de sabores cítricos.
Monagas cuenta con una producción de ron añejo el Calazan, la cual en los últimos años a ganado importantes premios a nivel internacional.

## Utensilios
- Budare, plancha circular de barro.
- Pilón, es un objeto hecho de madera conformado por dos piezas, la base con forma cónica de taza y el maso, tienen una altura de 70 a 90 cm de alto. En su mayoría se utiliza para pilar.

## Costumbres
- Comer la empanada envuelta con pan. Según el cronista e historiador Edgar Rondón, afirma que la costumbre de comer empanda con pan, nació en Maturín.
- Merendar pan dulce con frescolita.
- Comer la fruta del mango verde con adobo y salsa de soya.

## Eventos gastronómicos
- Gastromanía Monagas, organizada por Grastromaniacos.[1]
- Festival del Cuajao en Maturín.

## Personas influyentes
- Roger Luna, facilitador en la Escuela de Gastronomía y Cocina Patrimonial del estado Monagas.[5]